# Þorkell Þórisson
Þorkell Þórisson (Thorkel Thorisson, n. 922) fue un caudillo vikingo de Ljósavatn, Suður-Þingeyjarsýsla en Islandia. Es uno de los personajes de la saga de Finnboga ramma. Era hijo de Þórir Grímsson, un colono procedente de Rogaland, Noruega. Se casó con Þórunn Þorsteinsdóttir (n. 930) y de esa relación nacieron tres hijos, Þorgeir Ljósvetningagoði, Þorgerður (n. 950) que casó con Ásbjörn Eyvindsson (ambos padres de Finnbogi Ásbjörnsson), y Þórður Þorkelsson (n. 952).

## Sagas
En otras fuentes contemporáneas aparece un Þorkell hinn svarti Þórisson (apodado el Negro, n. 909) de Hleiðargarður, Saurbær í Eyjafirði, Eyjafjorður, un personaje de la saga Ljósvetninga, que también aparece citado en la saga de Njál, y la saga de Reykdæla ok Víga-Skútu. Hijo de Þórir Ketilsson. Estaba casado con Guðlaug Hrólfsdóttir, hija de Hrólfr Helgasson y nieta de Helgi Eyvindarson. Su hija Guðríður Þorkelsdóttir (n. 948) se casó con Þorgeir Ljósvetningagoði. 